# Champions Trophy féminin 2016
Navigation
2014 2018
Le Champions Trophy féminin 2016 est la 22e édition du Champions Trophy pour le hockey féminin. Il a eu lieu du 18 au 26 juin 2016 à Londres au Royaume-Uni.
L'Argentine remporte la compétition pour la 7e fois par une victoire 2-1 contre les Pays-Bas en finale.
Un changement dans le processus de qualification a été décidé, similaire à celui utilisé jusqu'en 2010. Aux côtés du pays hôte, le champion olympique, du monde et de la Ligue mondiale sont automatiquement qualifiés. Les places restantes sont nommées par le Conseil Exécutif de la FIH, confectionnera un total de six équipes en compétition. Si les équipes se sont qualifiées selon plus d'un critère, les équipes additionnelles seront également invitées par le Conseil Exécutif de la FIH.

## Formats
Après trois éditions avec deux formats différents, il a été décidé de revenir à la même utilisée jusqu'à l'édition 2010 qui consistait en un tournoi toutes rondes à six équipes.
Six équipes sont réparties dans une poule unique. Toutes les équipes se rencontrent dans cette poule unique. Trois points sont attribués pour une victoire, un pour un match nul et aucun pour une défaite. Les deux premières équipes de cette poule unique se rencontrent de nouveau en finale, les deux équipes suivantes de cette poule unique se rencontrent de nouveau en match pour la troisième place et les deux dernières équipes de cette poule unique se rencontrent de nouveau en match pour la cinquième place.

## Participants
| Équipes          | Rang FIHF | Origine de la qualification                |
| ---------------- | --------- | ------------------------------------------ |
| Grande-Bretagne  | 6         | Pays hôte                                  |
| Pays-Bas         | 1         | Champions olympiques 2012 et du monde 2014 |
| Argentine        | 2         | Vainqueur de la ligue mondiale 2014-2015   |
| Australie        | 3         | Invité par le Conseil Exécutif de la FIH   |
| Nouvelle-Zélande | 4         | Invité par le Conseil Exécutif de la FIH   |
| États-Unis       | 7         | Vainqueur du Champions Challenge 2014      |

## Phase de poule

### Classement
| Rang | Équipe           | Pts | J | V | N | P | BP | BC | Diff |
| ---- | ---------------- | --- | - | - | - | - | -- | -- | ---- |
| 1    | Pays-Bas         | 15  | 5 | 5 | 0 | 0 | 16 | 4  | +12  |
| 2    | Argentine        | 10  | 5 | 3 | 1 | 1 | 12 | 8  | +4   |
| 3    | Australie        | 7   | 5 | 2 | 1 | 2 | 11 | 8  | +3   |
| 4    | États-Unis       | 5   | 5 | 1 | 2 | 2 | 7  | 11 | -4   |
| 5    | Nouvelle-Zélande | 4   | 5 | 1 | 1 | 3 | 7  | 14 | -7   |
| 6    | Grande-Bretagne  | 1   | 5 | 0 | 1 | 4 | 3  | 11 | -8   |

 Équipe qualifiée pour la finale
 Équipe qualifiée pour le match pour la troisième place
 Équipe qualifiée pour le match pour la cinquième place

### Résultats
| 18 juin 2016 | Australie                  | 2 - 2   | États-Unis                  |  |  |
| 12h00        | Slattery 13e · Stewart 33e | (1 - 1) | 19e Witmer · 47e Van Sickle |  |  |
| 12h00        | Rapport                    |         |                             |  |  |

| 18 juin 2016 | Grande-Bretagne              | 2 - 2   | Argentine                  |  |  |
| 14h00        | H. Richardson-Walsh 31e, 54e | (0 - 1) | 7e Granatto · 47e Rebecchi |  |  |
| 14h00        | Rapport                      |         |                            |  |  |

| 18 juin 2016 | Pays-Bas                                    | 6 - 2   | Nouvelle-Zélande             |  |  |
| 16h00        | Paumen 11e, 24e, 49e, 58e · Jonker 40e, 55e | (2 - 1) | 29e Harrison · 36e Michelsen |  |  |
| 16h00        | Rapport                                     |         |                              |  |  |

| 19 juin 2016 | Argentine                             | 4 - 1   | États-Unis |  |  |
| 12h00        | Rebecchi 17e, 22e, 57e · Granatto 25e | (3 - 1) | 24e Wold   |  |  |
| 12h00        | Rapport                               |         |            |  |  |

| 19 juin 2016 | Grande-Bretagne | 0 - 2   | Pays-Bas                |  |  |
| 14h00        |                 | (0 - 1) | 17e Welten · 53e Paumen |  |  |
| 14h00        | Rapport         |         |                         |  |  |

| 19 juin 2016 | Australie                            | 3 - 1   | Nouvelle-Zélande |  |  |
| 16h00        | Chalker 3e · Kenny 18e · Stewart 40e | (2 - 1) | 3e McLaren       |  |  |
| 16h00        | Rapport                              |         |                  |  |  |

| 21 juin 2016 | Argentine                      | 2 - 1   | Australie    |  |  |
| 14h30        | Barrionuevo 41e · Rebecchi 53e | (0 - 0) | 56e Slattery |  |  |
| 14h30        | Rapport                        |         |              |  |  |

| 21 juin 2016 | Pays-Bas                                                  | 4 - 1   | États-Unis       |  |  |
| 18h00        | Van Male 4e · Dirkse van den Heuvel 10e · Welten 28e, 43e | (3 - 1) | 24e Kolojejchick |  |  |
| 18h00        | Rapport                                                   |         |                  |  |  |

| 21 juin 2016 | Grande-Bretagne | 0 - 1   | Nouvelle-Zélande |  |  |
| 20h00        |                 | (0 - 1) | 1e Michelsen     |  |  |
| 20h00        | Rapport         |         |                  |  |  |

| 23 juin 2016 | Argentine                                       | 4 - 2   | Nouvelle-Zélande      |  |  |
| 14h30        | F. Habif 10e · Rebecchi 23e, 33e · Granatto 47e | (2 - 0) | 37e Cocks · 56e Merry |  |  |
| 14h30        | Rapport                                         |         |                       |  |  |

| 23 juin 2016 | Pays-Bas                     | 2 - 1   | Australie    |  |  |
| 18h00        | Van der Pols 6e · Paumen 31e | (1 - 0) | 51e Slattery |  |  |
| 18h00        | Rapport                      |         |              |  |  |

| 23 juin 2016 | Grande-Bretagne | 0 - 2   | États-Unis             |  |  |
| 20h00        |                 | (0 - 0) | 39e Wold · 41e Sharkey |  |  |
| 20h00        | Rapport         |         |                        |  |  |

| 25 juin 2016 | Pays-Bas                | 2 - 0   | Argentine |  |  |
| 12h00        | Welten 29e · Jonker 58e | (1 - 0) |           |  |  |
| 12h00        | Rapport                 |         |           |  |  |

| 25 juin 2016 | Nouvelle-Zélande | 1 - 1   | États-Unis       |  |  |
| 14h00        | Merry 36e        | (0 - 1) | 10e Kolojejchick |  |  |
| 14h00        | Rapport          |         |                  |  |  |

| 25 juin 2016 | Grande-Bretagne | 1 - 4   | Australie                                         |  |  |
| 16h00        | Bray 16e        | (1 - 2) | 5e Slattery · 6e Parker · 33e Chalker · 38e Kenny |  |  |
| 16h00        | Rapport         |         |                                                   |  |  |

## Phase de classement

### Match pour la cinquième place
| 26 juin 2016 | Grande-Bretagne                   | 4 - 3   | Nouvelle-Zélande                    |  |  |
| 14h00        | Danson 10e, 33e, 52e · Owsley 26e | (2 - 1) | 22e McLaren · 39e Merry · 47e Smith |  |  |
| 14h00        | Rapport                           |         |                                     |  |  |

### Match pour la troisième place
| 26 juin 2016 | Australie                                         | 2 - 2             | États-Unis                                            |  |  |
| 16h15        | Williams 15e · Stewart 34e                        | (1 - 0)           | 42e, 57e Bam                                          |  |  |
| 16h15        | Rapport                                           |                   |                                                       |  |  |
| 16h15        | Nanscawen · Blyth · Parker · Williams · Sablowski | Tirs au but 0 - 1 | Gonzalez · Falgowski · Dawson · Kolojejchick · Dawson |  |  |

### Finale
| 26 juin 2016 | Pays-Bas     | 1 - 2   | Argentine                       |  |  |
| 18h30        | De Goede 33e | (0 - 2) | 10e Cavallero · 14e Barrionuevo |  |  |
| 18h30        | Rapport      |         |                                 |  |  |

## Classement final
| Rang               | Équipe           | Pts | J | V | N | P | BP | BC | Diff |
| ------------------ | ---------------- | --- | - | - | - | - | -- | -- | ---- |
| Médaille d'or      | Argentine        | 13  | 6 | 4 | 1 | 1 | 14 | 9  | +5   |
| Médaille d'argent  | Pays-Bas         | 15  | 6 | 5 | 0 | 1 | 17 | 6  | +11  |
| Médaille de bronze | États-Unis       | 6   | 6 | 1 | 3 | 2 | 9  | 13 | -4   |
| 4                  | Australie        | 8   | 6 | 2 | 2 | 2 | 13 | 10 | +3   |
| 5                  | Grande-Bretagne  | 4   | 6 | 1 | 1 | 4 | 7  | 14 | -7   |
| 6                  | Nouvelle-Zélande | 4   | 6 | 1 | 1 | 4 | 10 | 18 | -8   |